# Powiat Jindřichův Hradec
Powiat Jindřichův Hradec (czes. Okres Jindřichův Hradec) – powiat w Czechach, w kraju południowoczeskim. Jego siedziba znajduje się w mieście Jindřichův Hradec. Powierzchnia powiatu wynosi 1943,76 km², zamieszkuje go 92 761 osób (gęstość zaludnienia wynosi 47,74 mieszkańców na 1 km²). Powiat ten liczy 106 miejscowości, w tym 9 miast.
Od 1 stycznia 2003 powiaty nie są już jednostką podziału administracyjnego Czech. Podział na powiaty zachowały jednak sądy, policja i niektóre inne urzędy państwowe. Został on również zachowany dla celów statystycznych.

## Struktura powierzchni
Według danych z 31 grudnia 2003 powiat ma obszar 1943,76 km², w tym:
- użytki rolne – 47,35%, w tym 68,99% gruntów ornych
- inne – 52,65%, w tym 73,11% lasów
- liczba gospodarstw rolnych: 853

## Demografia
Dane z 31 grudnia 2003:
| Opis        | Ogółem | Kobiety       | Mężczyźni     |
| ----------- | ------ | ------------- | ------------- |
| populacja   | 92 761 | 47 276 50,97% | 45 485 49,03% |
| średni wiek | 38,5   | 40,54         | 37,70         |

- gęstość zaludnienia: 47,74 mieszk./km²
- 59,69% ludności powiatu mieszka w miastach.

## Zatrudnienie
| Mieszkańcy ze stałym zatrudnieniem | 21 996       |
| Średnia pensja miesięczna          | 13 290 koron |
| Bezrobotni                         | 3368         |
| Stopa bezrobocia                   | 7,06%        |

## Szkolnictwo
W powiecie Jindřichův Hradec działają:
| Rodzaj szkoły                   | Liczba szkół |
| ------------------------------- | ------------ |
| Przedszkola                     | 49           |
| Szkoły podstawowe               | 41           |
| Gimnazja                        | 3            |
| Szkoły średnie techniczne       | 9            |
| Szkoły średnie ogólnokształcące | 9            |
| Szkoły wyższe                   |              |

## Służba zdrowia
| Lekarze                               | 306 |
| Szpitale                              | 2   |
| Specjalistyczne ośrodki terapeutyczne | –   |
| Gabinety dentystyczne                 | 49  |
| Apteki                                | 18  |

## Lista gmin
Báňovice -
Bednárec -
Bednáreček -
Blažejov -
Bořetín -
Březina -
Budeč -
Budíškovice -
Cep -
Červený Hrádek -
České Velenice -
Český Rudolec -
Chlum u Třeboně -
Číměř -
Cizkrajov -
Člunek -
Dačice -
Dešná -
Deštná -
Dívčí Kopy -
Dobrohošť -
Dolní Pěna -
Dolní Žďár -
Domanín -
Doňov -
Drunče -
Dunajovice -
Dvory nad Lužnicí -
Frahelž -
Hadravova Rosička -
Halámky -
Hamr -
Hatín -
Heřmaneč -
Horní Meziříčko -
Horní Němčice -
Horní Pěna -
Horní Radouň -
Horní Skrýchov -
Horní Slatina -
Hospříz -
Hrachoviště -
Hříšice -
Jarošov nad Nežárkou -
Jilem -
Jindřichův Hradec -
Kačlehy -
Kamenný Malíkov -
Kardašova Řečice -
Klec -
Kostelní Radouň -
Kostelní Vydří -
Kunžak -
Lásenice -
Lodhéřov -
Lomnice nad Lužnicí -
Lužnice -
Majdalena -
Nová Bystřice -
Nová Olešná -
Nová Včelnice -
Nová Ves nad Lužnicí -
Novosedly nad Nežárkou -
Okrouhlá Radouň -
Peč -
Písečné -
Pístina -
Plavsko -
Pleše -
Pluhův Žďár -
Polště -
Ponědraž -
Ponědrážka -
Popelín -
Příbraz -
Rapšach -
Ratiboř -
Rodvínov -
Roseč -
Rosička -
Slavonice -
Smržov -
Staňkov -
Staré Hobzí -
Staré Město pod Landštejnem -
Stráž nad Nežárkou -
Strmilov -
Stříbřec -
Střížovice -
Studená -
Suchdol nad Lužnicí -
Světce -
Třebětice -
Třeboň -
Újezdec -
Velký Ratmírov -
Vícemil -
Višňová -
Vlčetínec -
Volfířov -
Vydří -
Záblatí -
Záhoří -
Zahrádky -
Žďár -
Županovice